# Anita Stewart
Anita Stewart (Brooklyn (Nova York), 7 de febrer de 1895 − Los Angeles (Califòrnia), 4 de maig de 1961) va ser una actriu i productora de cinema mut.

## Biografia
Anna May Stewart (nom real de l’actriu) va néixer a Brooklyn el 1895. Era la mitjana de tres germans i els altres dos, Lucille Lee i George també van ser actors. El seu pare era un home de negocis d’èxit de manera que la família vivia de manera acomodada i a ella no li va caldre treballar. Va començar la seva carrera cinematogràfica a la Biograph el 1910 mentre estudia interpretació a l’Erasmus High School fent petits papers com a extra per passar-se l’any següent a la Vitagraph. Allà va conèixer i es va casar amb Ralph Ince, germà de l’actor i director Thomas Ince, que va donar l’oportunitat a la jove actriu d’interpretar papers més rellevants dins de la Vitagraph. Entre les seves primeres aparicions destaca “A Tale of Two Cities” (1911), “The Forgotten Latchkey” (1913) i “The White Feather” (1913).
Ja el 1912, usant encara el seu nom real d’Anna M. Stewart, va aconseguir que la seva pel·lícula “Her Choice” fos la que recaptés més de la productora. Va usar aquest nom en les seves primeres pel·lícules, fins que en aparèixer consignada incorrectament com “Anita Stewart” per a la publicitat de “The Wood Violet” (1912) va adoptar aquest nom. Dos anys més tard, després d’haver aparegut a “A Milion Bid” (1914) era considerada una estrella. Va aparèixer en un serial d’èxit, “The Goddess” (1915) i l’estudi li va establir la seva pròpia productora. Durant la dècada de 1910, Anita Stewart, dirigida majoritàriament pel seu cunyat, va ser una actriu força popular, i era coneguda com “l'actriu més delicada d'Amèrica”.
El 1916, la companyia va començar a assignar-li altres directors que provocaren la insatisfacció de l’actriu, per lo que abans que el contracte amb la Vitagraph expirés va decidir va associar-se amb Louis B. Mayer de la Metro Studios per crear una productora independent, la Anita Stewart Productions. En declarar-se malalta per no haver de complir amb les seves obligacions contractuals, la Vitagraph la va denunciar i ella va perdre el plet. El jutge la va obligar a romandre a la Vitagraph fins al final del contracte allargant-lo el temps que havia estat malalta. Aquest judici encara s'use de precedent en casos de conflicte entre actors i productores.
El 1917, un cop fora de la Vitagraph, es va casar amb secret amb la que era aleshores la seva parella cinematogràfica, Rudolph Cameron. La primera producció de la companyia fou “Virtuous Wives” (1918) que fou un èxit i seguidament la companyia es traslladà a Los Angeles. Allà Stewart prengué les regnes del dia a dia de la productora i fins i tot compongué les bandes sonores d’algunes pel·lícules com “Midnight Romance” (1919) i “Mary Regan” (1919) escrites i dirigides per Lois Weber. Més tard seria dirigida per altres directors com Marshall Neillan, Edwin Carewe, o John Stahl.
En exhaurir el seu contracte amb Mayer el 1922 va decidir no prorrogar-lo i poc després fou contractada per la Cosmopolitan de William Randolph Hearst. El 1926 fou contractada per la Poverty Row studios per protagonitzar un conjunt de pel·lícules de baix pressupost. El 1928 es va divorciar i un any després es va casar amb el milionari George Converse retirant-se del cinema. En divorciar-se el 1946 va esdevenir la presidenta de la Film Welfare League i també va ser una pintora d’èxit. Va morir d’un atac de cor als 66 anys.

## Filmografia com a actriu
- A Tale of Two Cities (1911)
- Prejudice of Pierre Marie (1911)
- The Battle Hymn of the Republic (1911)
- A Red Cross Martyr; o, On the Firing Lines of Tripoli (1912)
- Her Choice (1912)
- The Godmother (1912)
- Billy's Pipe Dream (1912)
- The Wood Violet (1912)
- Song of the Shell (1912)
- The Bringing Out of Papa (1913)
- The Classmate's Frolic (1913)
- Papa Puts One Over (1913)
- Belinda the Slavey; o, Plot and Counterplot (1913)
- Love Laughs at Locksmiths; o, Love Finds a Way (1913)
- The Web, regia di Ralph Ince (1913)
- A Fighting Chance (1913)
- Two's Company, Three's a Crowd (1913)
- The Forgotten Latchkey (1913)
- A Regiment of Two (1913)
- Song Bird of the North (1913)
- A Sweet Deception (1913)
- The Moulding (1913)
- The Prince of Evil (1913)
- The Tiger (1913)
- The Lost Millionaire(1913)
- The Treasure of Desert Isle (1913)
- His Last Fight (1913)
- Why I Am Here (1913)
- The Wreck (1913)
- The Swan Girl (1913)
- His Second Wife (1913)
- Diana's Dress Reform (1914)
- The Right and the Wrong of It (1914)
- The Lucky Elopement (1914)
- Lincoln, the Lover (1914)
- A Million Bid (1914)
- Back to Broadway (1914)
- The Girl from Prosperity (1914)
- He Never Knew (1914)
- Wife Wanted (1914)
- Shadows of the Past (1914)
- Uncle Bill (1914)
- The Painted World' (1914)
- Four Thirteen (1914)
- 'Midst Woodland Shadows (1914)
- Two Women (1914)
- The Sins of the Mothers (1914)
- The Right Girl? (1915)
- From Headquarters (1915)
- The Juggernaut (1915)
- His Phantom Sweetheart (1915)
- The Sort-of-Girl-Who-Came-From-Heaven (1915)
- The Goddess (1915)
- The Awakening (1915)
- Count 'Em (1915)
- My Lady's Slipper (1916)
- The Suspect (1916)
- The Daring of Diana (1916)
- The Combat (1916)
- The Girl Philippa (1916)
- The Glory of Yolanda (1917)
- The More Excellent Way (1917)
- Clover's Rebellion (1917)
- The Message of the Mouse (1917)
- Virtuous Wives (1918)
- A Midnight Romance (1919)
- Two Women (1919)
- Mary Regan (1919)
- The Painted World (1919)
- Shadows of the Past (1919)
- Her Kingdom of Dreams (1919)
- The Mind-the-Paint Girl (1919)
- Human Desire (1919)
- In Old Kentucky (1919)
- The Fighting Shepherdess (1920)
- The Yellow Typhoon (1920)
- Harriet and the Piper (1920)
- Sowing the Wind (1921)
- Playthings of Destiny (1921)
- The Invisible Fear (1921)
- Her Mad Bargain (1921)
- A Question of Honor (1922)
- The Woman He Married (1922)
- Rose o' the Sea (1922)
- Souls for Sale (1923)
- Mary of the Movies (1923)
- The Love Piker (1923)
- Hollywood (1923)
- The Great White Way (1924)
- The Boomerang (1925)
- Baree, Son of Kazan (1925)
- Never the Twain Shall Meet (1925)
- Rustling for Cupid (1926)
- The Prince of Pilsen (1926)
- Morganson's Finish (1926)
- The Lodge in the Wilderness (1926)
- Whispering Wires (1926)
- Isle of Sunken Gold (1927)
- Wild Geese (1927)
- Name the Woman (1928)
- Sisters of Eve (1928)
- Romance of a Rogue (1928)